# Lawrence Okolie
Lawrence Okolie (ur. 16 grudnia 1992 w Londynie) – angielski bokser. Były mistrz świata federacji WBO w wadze junior ciężkiej, były mistrz Europy EBU. Aktualny mistrz świata WBC w kategorii bridger.

## Kariera amatorska
Okolie przyszedł na świat 16 grudnia 1992 roku w londyńskiej gminie Hackney. Jego rodzice z pochodzenia są Nigeryjczykami. Jako nastolatek zmagał się z nadwagą (jak przyznaje, w pewnym momencie swojego życia ważył 120 kilogramów przy nieco ponad 190 centymetrach wzrostu), przez co w wieku 17 lat zdecydował się rozpocząć treningi bokserskie. Sześć lat od rozpoczęcia treningów został powołany do reprezentacji Wielkiej Brytanii na Igrzyska Olimpijskie w Rio de Janeiro w 2016 roku. Z turniejem pożegnał się w drugiej walce. Najpierw w 1/32 finału pokonał 2:1 Igora Jakubowskiego z Polski. Po igrzyskach zdecydował się podpisać kontrakt zawodowy.

## Kariera zawodowa
Zawodowy kontrakt podpisał 18 stycznia 2017 roku z kierowaną przez Eddiego Hearna grupą Matchroom Boxing.
Od początku kariery występuje w kategorii junior ciężkiej. Pierwszą zawodową walkę stoczył 25 marca 2017 roku w Manchesterze, pokonując przez TKO w 1. rundzie Geoffreya Cave (0-2).
3 lutego 2018 roku, mając na koncie siedem zwycięstw i żadnej porażki, stanął przed szansą wywalczenia pierwszego tytułu w zawodowej karierze. Stawką walki z Isaacem Chamberlainem (9-0, 4 KO) był pas WBA Continental w wadze cruiser. Pojedynek według ekspertów nie był porywającym widowiskiem, ale Okolie wygrał wyraźnie na punkty (97-89, 96-90, 98-89).
Po odniesieniu kolejnych pięciu mniej znaczących zwycięstw, z bilansem 13-0 przystąpił do walki o mistrzostwo Europy wagi junior ciężkiej, mierząc się 26 października 2019 roku w Londynie z Belgiem Yvesem Ngabu (20-0, 14 KO). Zwyciężył przez TKO w 7 rundzie.
Po tej wygranej federacja WBO wyznaczyła go do walki o wakujący pas zawodowego mistrza świata z Krzysztofem Głowackim (31-2, 19 KO). Początkowo pojedynek miał się odbyć w grudniu 2020 roku, jednak nie doszło do niego z powodu kontuzji Polaka. Ostatecznie 12 grudnia 2020 roku zawalczył o pas tymczasowego czempiona WBO z innym Polakiem - Nikodemem Jeżewskim (19-0-1, 9 KO). Brytyjczyk zwyciężył przez TKO w 2 rundzie.

### Tytuł mistrza świata WBO
Do walki Okolie vs. Głowacki o pas pełnoprawnego mistrza świata federacji WBO w wadze junior ciężkiej doszło 20 marca 2021 roku na Wembley Arena w Londynie. Warunki w ringu od początku dyktował Brytyjczyk i to on zwyciężył przez KO w szóstej rundzie, wywalczając tytuł czempiona.
W swojej pierwszej obronie pasa, 25 września 2021 roku na stadionie Tottenham Hotspur Stadium w Londynie, podczas wielkiej gali Joshua vs Usyk, Okolie spotkał się w ringu z Dilanem Prasoviciem z Czarnogóry. Brytyjczyk zwyciężył przez KO w 3 rundzie i zachował mistrzowski tytuł.
Do drugiej obrony mistrzowskiego tytułu przystąpił 27 lutego 2022 w O2 Arenie w Londynie, zwyciężając jednogłośnie na punkty (117-110, 116-111, 115-112) pojedynek z Michałem Cieślakiem (21-2-1, 15 KO).

### Utrata tytułu mistrzowskiego
27 maja 2023 roku na Vitality Stadium w Bournemouth utracił pas mistrza świata federacji WBO, przegrywając dwa do remisu na punkty pojedynek z Chrisem Billamem-Smithem (18-1, 12 KO). W trakcie walki trzykrotnie był liczony i dwa razy sędzia ringowy odbierał mu punkt za uporczywe klinczowanie.

### Mistrz WBC kategorii bridger
24 maja 2024 w Hali Podpromie w Rzeszowie zawalczył z Łukaszem Różańskim o jego tytuł WBC kategorii bridger. Zwyciężył przez nokaut w 1. rundzie, mając swojego rywala trzy razy na deskach, dzięki czemu został nowym mistrzem.

## Lista walk w zawodowym boksie
| Wynik     | Rekord | Przeciwnik (bilans przed walką) | Rozstrzygnięcie | Runda, czas  | Data       | Miejsce     | Uwagi |
| --------- | ------ | ------------------------------- | --------------- | ------------ | ---------- | ----------- | --- |
| Wygrana   | 20-1   | Łukasz Różański (15-0)          | KO              | 1            | 24.05.2024 | Rzeszów     | Zdobył pas mistrza WBC w kategorii bridger.                                                                                          |
| Przegrana | 19-1   | Chris Billam-Smith (17-1)       | MD              | 12           | 27.05.2023 | Bournemouth | Stracił pas mistrza WBO w wadze junior ciężkiej.                                                                                     |
| Wygrana   | 19-0   | David Light (20-0)              | UD              | 12           | 25.03.2023 | Manchester  | Obronił pas mistrza WBO w wadze junior ciężkiej.                                                                                     |
| Wygrana   | 18-0   | Michał Cieślak (21-1)           | UD              | 12           | 27.02.2022 | Londyn      | Obronił pas mistrza WBO w wadze junior ciężkiej.                                                                                     |
| Wygrana   | 17-0   | Dilan Prašović (15-0)           | KO              | 3 (12), 1:57 | 25.09.2021 | Londyn      | Obronił pas mistrza WBO w wadze junior ciężkiej.                                                                                     |
| Wygrana   | 16-0   | Krzysztof Głowacki (31-2)       | TKO             | 6 (12), 0:46 | 20.03.2021 | Londyn      | Zdobył pas mistrza WBO w wadze junior ciężkiej.                                                                                      |
| Wygrana   | 15-0   | Nikodem Jeżewski (19-0-1)       | TKO             | 2 (12), 1:45 | 12.12.2020 | Londyn      | Zdobył pas mistrza WBO International w wadze junior ciężkiej.                                                                        |
| Wygrana   | 14-0   | Yves Ngabu (20-0)               | TKO             | 7 (12), 2:28 | 26.10.2019 | Londyn      | Zdobył pas mistrza EBU w wadze junior ciężkiej.                                                                                      |
| Wygrana   | 13-0   | Mariano Angel Gudino (13-2)     | TKO             | 7 (10), 2:59 | 20.07.2019 | Londyn      | Obronił pas mistrza WBA Continental w wadze junior ciężkiej.                                                                         |
| Wygrana   | 12-0   | Wadi Camacho (21-7)             | TKO             | 4 (12), 2:00 | 23.03.2019 | Londyn      | Obronił pas mistrza Wielkiej Brytanii w wadze junior ciężkiej. Zdobył pas mistrza Commonwealth w wadze junior ciężkiej.              |
| Wygrana   | 11-0   | Tamas Lodi (20-11-2)            | TKO             | 3 (10), 1:13 | 02.02.2019 | Londyn      | Obronił pas mistrza WBA Continental w wadze junior ciężkiej.                                                                         |
| Wygrana   | 10-0   | Matty Askin (23-3-1)            | UD              | 12           | 22.09.2018 | Londyn      | Zdobył pas mistrza Wielkiej Brytanii w wadze junior ciężkiej.                                                                        |
| Wygrana   | 9-0    | Luke Watkins (13-0)             | TKO             | 3 (12), 1:40 | 06.06.2018 | Londyn      | Obronił pas mistrza WBA Continental w wadze junior ciężkiej. Zdobył pas mistrza Commonwealth Boxing Council w wadze junior ciężkiej. |
| Wygrana   | 8-0    | Isaac Chamberlain (9-0)         | UD              | 10           | 03.02.2018 | Londyn      | Zdobył pas mistrza WBA Continental w wadze junior ciężkiej.                                                                          |
| Wygrana   | 7-0    | Antonio Sousa (4-7-1)           | TKO             | 2 (6), 1:04  | 13.12.2017 | Londyn      | |
| Wygrana   | 6-0    | Adam Williams (1-1)             | TKO             | 3 (6), 2:30  | 28.10.2017 | Cardiff     | |
| Wygrana   | 5-0    | Blaise Mendouo (3-3)            | PTS             | 6            | 01.09.2017 | Londyn      | |
| Wygrana   | 4-0    | Russell Henshaw (7-5)           | TKO             | 1 (6), 2:10  | 01.07.2017 | Londyn      | |
| Wygrana   | 3-0    | Rudolf Helesic (2-0)            | TKO             | 1 (4), 1:10  | 27.05.2017 | Sheffield   | |
| Wygrana   | 2-0    | Łukasz Rusiewicz (22-29)        | TKO             | 1 (4), 2:36  | 15.04.2017 | Glasgow     | |
| Wygrana   | 1-0    | Geoffrey Cave (0-2)             | KO              | 1 (4), 0:20  | 25.03.2017 | Manchester  | |